# Prislovno določilo kraja
Prislovno določilo kraja je eden od stavčnih členov, ki izraža kraj dejanja. V stavku ga označujemo s podčrtanjem s poševnimi črticami (´´´´´´´´).
Po prislovnem določilu kraja se vprašamo z vprašalnicami kje,od /do kod,kam ter s povedkom. Primer:
Miha je odpotoval na Havaje.  
V zgornjem stavku je p.d.k. na Havaje in povedek je odpotoval. Po p.d.k. se vprašamo: Kam je odpotoval?
Prislovno določilo kraja je lahko golo, če je sestavljeno le iz ene polnopomenske besede (npr. na Havaje v stavku Miha je odpotoval na Havaje). Pri podredno zloženem p.d.k.(na primer na lepe Havaje) je ena beseda nadrejena drugi - nadrejeno besedo imenujemo jedro, podrejeno pa prilastek. V prejšnjem primeru je Havaje jedro osebka, lepe pa prilastek. 